# 光輝號列車
「光輝」（日语： Kagayaki */?）是一列由東日本旅客鐵道（JR東日本）與西日本旅客鐵道（JR西日本）共同聯運的新幹線列車車種，行駛於東京至敦賀間的北陸新幹線上，是該路線上停站最少的最高等級列車。
光輝號在JR東日本的班次顯示幕上所採用的標示色和行駛同路線的「白鷹」同樣為紫色，但於JR西日本則以黄色標示，以便與東海道新幹線、山陽新幹線中的「希望號」相對應。
除了新幹線列車外，在1988年至1997年間也曾存在過相同名稱的在來線特急列車，行駛金澤至長岡間以接駁上越新幹線。1997年伴隨北北線的開業光輝號的班次取消，其旅運需求轉由行駛北陸本線與北北線的特急列車「白鷹」（はくたか）承接。且與光輝號的情況類似，「白鷹」這列車名也在北越新幹線開通之後被轉用於命名新幹線車等，成為等級略低於光輝的每站停車班次。
本條目只集中敍述新幹線列車。

## 概要
光輝號是因應2015年3月14日北陸新幹線延伸開業至金澤而所設定的最快速列車。所需要時間為東京～富山間2小時8分、東京 - 金澤間2小時28分。當北陸新幹線在2024年3月延伸至敦賀後，光輝號依然是最速達的車種，東京～福井最快2小時51分、東京～敦賀最快3小時8分。
開業前1個月前（2015年2月14日）車票正式在全國開賣，上、下行的首發列車「光輝號500號」及「光輝號501號」的特急劵皆於開賣後25秒後售罄。
2020年5月13日，因COVID-19的擴散，導致利用旅客數甚少，JR東日本與JR西日本決定自5月28日實施特殊時刻表，暫時停駛全部的「光輝」班次，僅以「白鷹」維持北陸新幹線全程車的服務。但在5月22日，因疫情趨緩與緊急事態宣言的解除，JR決定維持定期班次繼續服務。

## 列車名由來
北陸新幹線所有列車名稱皆由公開募集決定，其中票數最多的是沿用「白鷹」，「光輝」只排第4，後來經委員會選入為最快速列車名稱，因為「『光輝』給予很清楚明顯的速度感，是象徵未來的標記」。

## 運行區間
開業時全部定期列車均來往東京～金澤間。金澤～敦賀開業後，每日定期列車以來往東京～敦賀為主，少部分列車為來往東京～金澤間，一天10來回，連同臨時列車在內，最多可增至1日18來回。

### 停車站
為了確保速達性，列車只停靠東京、上野、大宮、長野、富山、金澤、福井和敦賀，其中上野站亦有1來回不停靠。在金澤～敦賀一段，光輝號會採用部份停站的方式處理，其中2來回會停加賀溫泉、蘆原溫泉、另外2來回則會停小松、越前武生。另外，新高岡亦有1來回的臨時列車停靠，該班次曾每天運行，但始終列為「臨時列車」。
| 本数  | 東京 | 上野 | 大宮 | 長野 | 富山 | 金澤 | 小松 | 加賀温泉 | 蘆原温泉 | 福井 | 越前武生 | 敦賀 | 備考                   |
| ----- | ---- | ---- | ---- | ---- | ---- | ---- | ---- | -------- | -------- | ---- | -------- | ---- | ---------------------- |
| 1往復 | ●    | －   | ●    | ●    | ●    | ●    | －   | －       | －       | ●    | －       | ●    |                        |
| 4往復 | ●    | ●    | ●    | ●    | ●    | ●    | －   | －       | －       | ●    | －       | ●    |                        |
| 2往復 | ●    | ●    | ●    | ●    | ●    | ●    | ●    | －       | －       | ●    | ●        | ●    |                        |
| 2往復 | ●    | ●    | ●    | ●    | ●    | ●    | －   | ●        | ●        | ●    | －       | ●    |                        |
| 1往復 | ●    | ●    | ●    | ●    | ●    | ●    |      |          |          |      |          |      | 下行末班車與上行首班車 |

全列車通過的車站不予列出。
備註
- ●：停車
- －：通過

至於北陸新幹線最初開業時的情況則為：
| \| 列車編號 \| 運行數目 \| 東京站 \| 上野站 \| 大宮站 \| 長野站 \| 富山站 \| 金澤站 \| 備註 \| \| ----------- \| ---------------- \| ------ \| ------ \| ------ \| ------ \| ------ \| ------ \| ---- \| \| 500 - 519号 \| 下行9列／上行9列 \| ● \| ● \| ● \| ● \| ● \| ● \| \| \| 500 - 519号 \| 下行1列／上行1列 \| ● \| － \| ● \| ● \| ● \| ● \| \| |                  |        |        |        |        |        |        |      |
| 備註 ●：所有班次停車 －：通過 |                  |        |        |        |        |        |        |      |
| 列車編號 | 運行數目         | 東京站 | 上野站 | 大宮站 | 長野站 | 富山站 | 金澤站 | 備註 |
| 500 - 519号 | 下行9列／上行9列 | ●      | ●      | ●      | ●      | ●      | ●      |      |
| 500 - 519号 | 下行1列／上行1列 | ●      | －     | ●      | ●      | ●      | ●      |      |

### 所需時間
- 東京站 - 長野站間：最快1小時19分鐘（503號・514號）
- 東京站 - 富山站間：最快2小時7分鐘（503號・514號）
- 東京站 - 金沢站間：最快2小時27分鐘（503號・514號）

### 使用車輛、編成
與「白鷹」相同，採用E7系・W7系12輛編成的列車行駛（JR東日本：F編成，由長野新幹線車輛中心所管轄；JR西日本：W編成，由白山綜合車輛所所管轄）。但與「白鷹」不同的是，「光輝」為全車指定席，並不設有自由席。換言之，如果未持有指定席車票，原則上是不可以上車的，列車也不設有立席位（即全程不佔座椅），除非車長願意進行補票程序則例外；11號車為綠色車廂、而12號為特等車廂（Grand Class）。特等車廂設有專屬車廂列車助理及提供輕食、飲品服務。

## 歷史
- 2013年10月10日：JR東日本、JR西日本共同發表北陸新幹線長野站～金澤站開業時的列車名稱，長野～金澤間各停列車決定將沿用在來線現時「白鷹」（はくたか）的名稱[8][9]。
- 2015年3月14日：北陸新幹線長野～金澤開業，「光輝」、「白鷹」昇格為新幹線列車。[14][15]
- 2019年：

- 7月1日：與「白鷹」的車內販賣服務規模縮小。
- 10月12日：受颱風海貝思（台風19號）襲日，千曲川出現缺堤，導致長野新幹線車輛中心內部份線路、設施被河水淹浸，部份區間需要停駛。又水浸又令約三分之一的新幹線列車（E7系・W7系合共10編成）受災（最終這批列車需要報廢）。
- 10月25日：北陸新幹線全線全開、但定期班次由10往復減至9往復（513・502號停駛）。事故前本來安排將臨時列車常態化的安排也被逼擱置，只能在長週末時才作運行。
- 11月30日：513・502號班次復運。部份臨時列車重開。

- 2020年：

- 4月8日：JR東日本及JR西日本公佈，因受2019冠狀病毒病擴散感染情況，4月9日～5月31日期間的車內販賣及特等車廂指定席發售暫停；特等車廂亦不開放使用。
- 4月14日：因應疫情狀況急劇惡化，宣佈6月1日～6月30日的特等車廂繼續暫停開放及購票。
- 4月27日：宣佈5月28日以後所有列車暫時停售指定席。
- 5月13日：鑑於疫情仍未能受控，宣佈採取措施：

- 7月1日以後、特等車廂的指定席繼續暫停發售；
- 車內販賣由6月1日起停止；
- 因使用人數減少，由5月28日起部份定期列車停運，並採用臨時時間表。光輝號列車全部暫停。

- 5月22日：因日本政府宣佈解除「緊急事態宣言」，撤回厡本5月28日以後所實行的臨時時間表，定期列車班次繼續採用，也撤回光輝號列車停開的決定。不過特等車廂服務則仍然暫停。
- 7月1日：特等車廂重新投入服務。

- 2021年：

- 1月16日：因疫情有再度爆發的情況，即日起中止車內販賣、開放及發售特等車廂車票。
- 3月13日：時間表改正。上野站 - 大宮站之間 （埼玉縣以內） 最高速度由110 km/h提升至130 km/h，行車時間縮短。
- 7月12日：重開車內販賣及特等車廂。
- 7月16日：因有特等車廂服務員感染2019冠狀病毒病，特等車廂內的服務暫停（但其他車廂的車內販賣則繼續）。
- 8月6日：重開特等車廂服務。

- 2024年3月16日：北陸新幹線金澤～敦賀開業，定期列車多數班次延伸至敦賀[28]。

## 軼事
開業日上、下行首班光輝號列車車票，於開售後25秒便被沽清。

## 外部連結
- 東日本旅客鐵道
  - 新幹線 E7系 光輝號／白鷹號／淺間號（页面存档备份，存于） - 車輛圖鑑
  - 車內設備、座席案內 E7系（页面存档备份，存于） - 新幹線車內設備案內
- 西日本旅客鐵道
  - 光輝號介紹（页面存档备份，存于），西日本旅客鐵道